# Philip E. Mason
Philip E. Mason hay Phil Mason là một nhà khoa học, người vô thần và người viết blog. Ông là công dân Hoa Kỳ gốc Anh. Ông là người thành lập một kênh YouTube nổi tiếng mang tên Thunderf00t. Thông qua kênh này, ông đăng tải lên YouTube một loạt các đoạn phim mang tựa đề "Tại sao người ta cười nhạo những người theo Thuyết Sáng tạo ?" (Why do people laugh at creationists?). Nội dung các đoạn phim này chủ yếu xoay quanh các chỉ trích về những chuyên đề của Kent Hovind, một nhà lý luận nổi tiếng của trường phái Sáng tạo. Ngoài ra, trước đó trên một kênh vô danh, Mason cũng từng có một bài phỏng vấn với Richard Dawkins, PZ Myers (tại nơi làm việc của Myers ở Đại học Minnesota, Morris) và Hội thánh Báptít Westboro. Ông cũng từng tranh luận với Ray Comfort.
Mason từng gây tranh cãi khi ông thể hiện quan điểm phản đối phong trào nữ quyền, việc này làm bùng nổ một đợt vận động trên Change.org nhằm ủng hộ các phong trào nữ quyền,. Ông cũng là người công khai chỉ trích Hồi giáo và là người ủng hộ mạnh mẽ phong trào Ngày vẽ Muhammad, gây ra sự phản ứng dữ dội từ một số người khác, tỉ như một thành viên YouTube bí danh Coughlan666 và những người thuộc nhóm Federalistfilms: họ đã châm biếm Mason bằng cách ghép khuôn mặt của ông vào thân hình của những ngôi sao phim khiêu dâm đồng tính nam.

## Tiểu sử
Philip E. Mason tốt nghiệp Tiến sĩ tại Đại học Sheffield vào năm 1982 với luận án "The application of time-dependent correlation functions to spin dynamics in magnets and atomic dynamics in liquids." Ông công tác tại Khoa Khoa học Thực phẩm của Đại học Cornell và nghiên cứu về sự tương tác giữa các phân tử nước và đường cũng như lĩnh vực xây dựng mô hình phân tử protein và các ion Guanidin. Mason là đồng tác giả của 32 công trình khoa học và vẫn đang công tác tại Cornell cho đến năm 2013.

## Chỉ tríchHồi giáo
Mason là một trong những người ủng hộ mạnh mẽ phong trào Ngày vẽ Muhammad, một phong trào kêu gọi mọi người vẽ "chân dung" nhà tiên tri Hồi giáo Muhammad theo trí tưởng tượng và óc hài hước của mình.
Trong một đoạn phim trên YouTube, Mason cũng đã công khai đốt cháy một ổ đĩa cứng chứa 40.000 phiên bản tiếng Ả Rập của kinh Qu'ran nhằm thể hiện quan điểm bảo vệ tự do tư tưởng và chống lại các đe dọa từ phía tôn giáo.
| “                  | Tôi không phải là người theo đạo Hồi và tôi không phải lệ thuộc vào luật Hồi giáo. Tôi sẽ biểu tình để bảo vệ tự do ngôn luận và chống lại những kẻ muốn hạn chế nó bằng sự dọa dẫm hay vũ lực. Không có bất kỳ tư tưởng nào mà không thể bị nghi ngờ. Nếu như luận điểm của các người chỉ đơn giản là "tín điều tôn giáo của chúng tôi là kinh Qur'an là thánh thiêng và không thể nghi ngờ" thì luận điểm đó không đáng giá một xu. | ” |
| — Philip E. Mason, | |   |

## Phát ngôn gây tranh cãi về nữ quyền
Năm 2012, Mason tham gia Free Thought Blogs. Các bài viết của ông tại đây không còn có thể xem được trừ phi truy cập thông qua Wayback Machine. Một số bài viết của ông nhanh chóng gây tranh cãi về vấn đề nữ quyền. Ví dụ một bài viết tựa đề "Người ghét phụ nữ" (Misogynist), ông cho rằng việc quấy rối tình dục phụ nữ tại các hội nghị thực chất không đáng là một vấn đề nghiêm trọng. Ông đã bị chỉ trích nặng nề bởi các ý kiến như vậy, ví dụ như PZ Myers cho rằng Mason hoàn toàn không nắm rõ vấn đề chính và cách giải quyết của Mason về vấn đề quấy rối tình dục rất là "buồn cười".
Trong tình huống tương tự, Mason đăng tải một đoạn phim mang tên "Hãy dạy họ cách để không cưỡng hiếp !" (Teach them not to rape!), cho rằng phụ nữ cần phải cẩn trọng hơn để tránh bị cưỡng hiếp. Rebecca Watson đã chỉ trích Mason bằng cách tải một đoạn phim tuyên bố nhận định của ông là sai lầm, và phần lớn những tên tội phạm hiếp dâm trong tù sẽ sung sướng đồng ý với đoạn phim của Mason. Watson đã dẫn chứng cho chỉ trích của mình bằng một nghiên cứu khảo sát về những lý do mà các tội phạm hiếp dâm hay viện ra để biện hộ cho hành vi của mình.

## Công trình khoa học xuất bản
- doi:10.1073/pnas.0735920100
- doi:10.1021/ja040034x
- doi:10.1016/j.carres.2005.09.028